# Bahnhof Wedel (Holst)
Der Bahnhof Wedel (Holst) ist Start- bzw. Endbahnhof des Westastes der Linie S1 der S-Bahn Hamburg.

## Lage
Der Bahnhof befindet sich in Wedel. Die postalische Anschrift des Bahnhofs lautet Rathausplatz 1.

## Geschichte

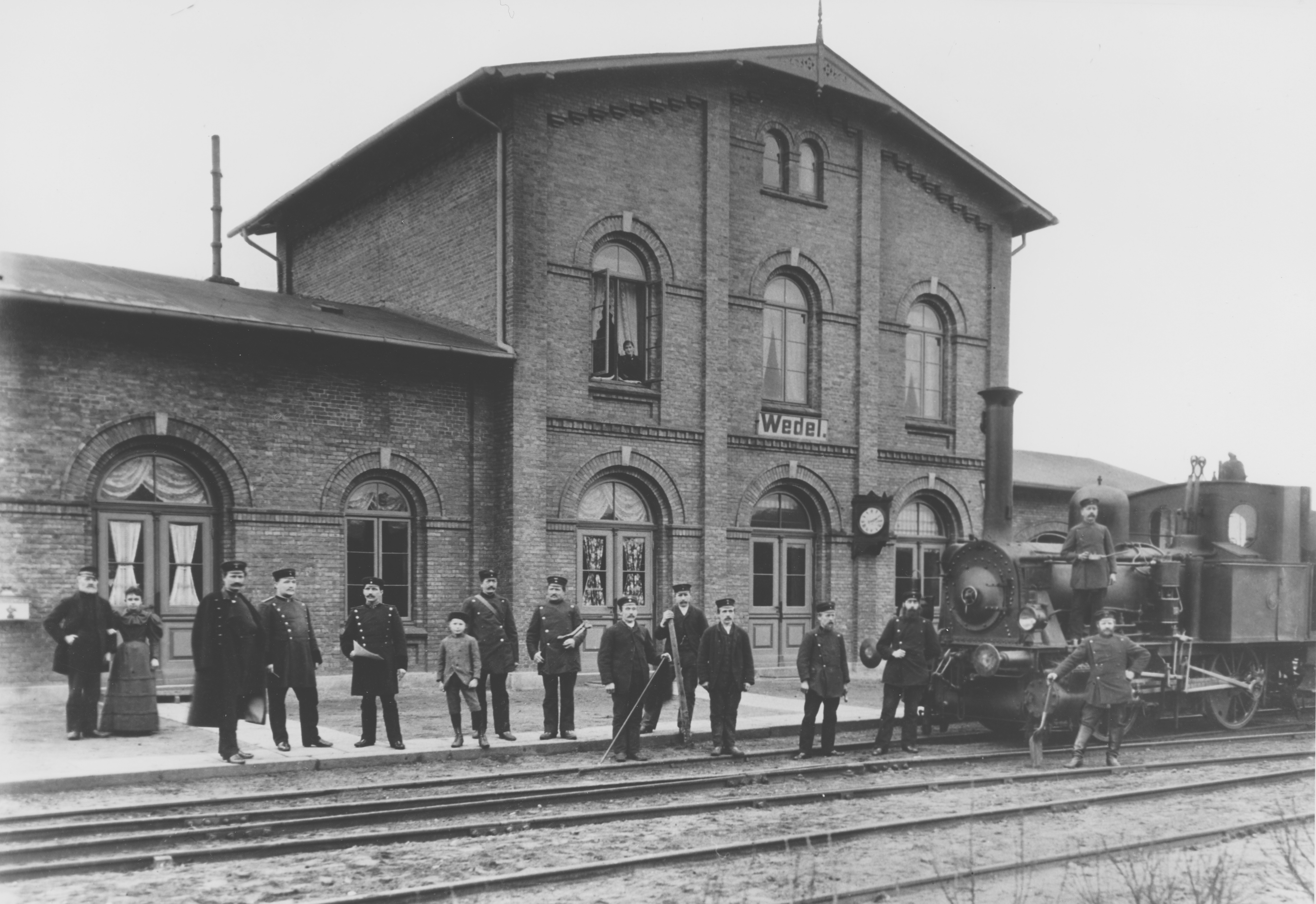
Ehemaliges Empfangsgebäude

Nach Eröffnung der Altona-Blankeneser Eisenbahn 1876 wollte auch Wedel an das Eisenbahnnetz angeschlossen werden. Nachdem Wedel den dafür notwendigen Baugrund kostenlos zur Verfügung gestellt und sich mit 20.000 Goldmark an den Baukosten beteiligt hatte, wurde mit dem Bau der eingleisigen Strecke begonnen. Die Strecke wurde Ende 1883 eröffnet. Anfangs fuhren täglich vier Personenzugpaare. Im Güterverkehr wurden landwirtschaftliche Erzeugnisse aus dem Umland und Kies aus einer Grube bei Sülldorf transportiert. Während einige Streckenabschnitte der Hamburger S-Bahn bereits 1940 elektrifiziert waren, wurde die Strecke nach Wedel erst ab 1954 mit Gleichstrom betrieben.

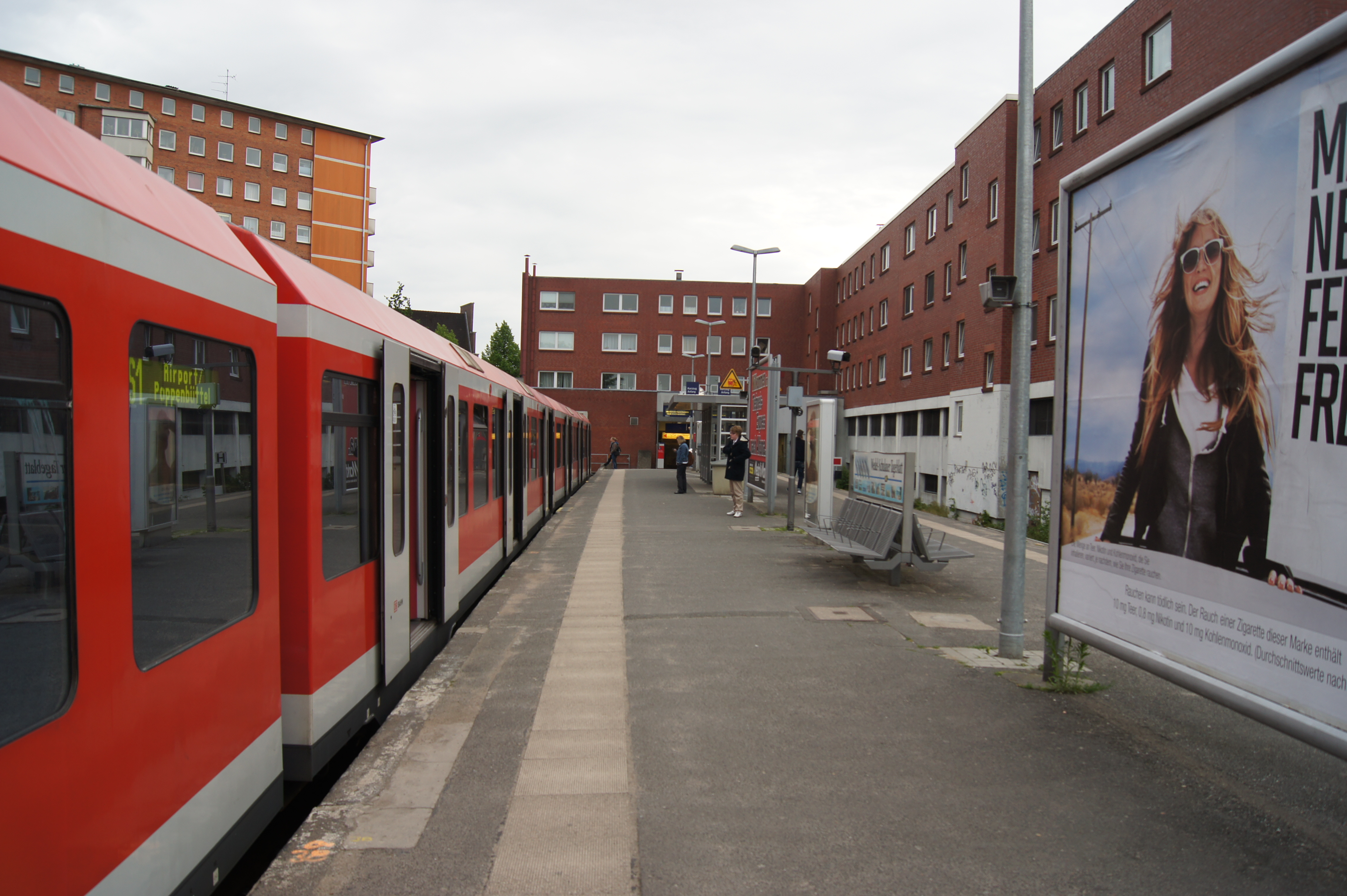
Mittelbahnsteig und umgebenende Bebauung

Der Bahnhof hatte ursprünglich ein zweigeschossiges Empfangsgebäude aus Backstein sowie ein Umfahrgleis, ein Abstellgleis für Güterwagen und Nebengebäude. Während des Zweiten Weltkrieges wurde das Bahnhofsgebäude leicht beschädigt und anschließend nur wenig instand gesetzt. 1954 folgte eine Erweiterung der Abstellanlagen. 1985 wurde das Bahnhofsgebäude abgerissen. Im Anschluss entstanden um den Bahnhof Wohnhausneubauten in Hufeisenform. Seitdem erfolgt der Zugang zum Bahnsteig durch zwei Durchgänge unter den Häusern.

## Ausstattung
Der Bahnhof verfügt über einen Mittelbahnsteig ohne Bahnhofsgebäude. Der Zugang zum Bahnsteig ist barrierefrei möglich. Östlich des Bahnhofs befindet sich eine Abstellanlage mit sechs Gleisen. Unmittelbar am nordwestlichen Nebenausgang liegt der Wedeler ZOB nebst einer zweigeschossigen Park-and-Ride-Anlage und einem Taxenstand. Außerdem ist ein WC vorhanden.

## Betrieb
Der Bahnhof wird zu Hauptverkehrszeiten alle 10 Minuten, ansonsten alle 20 Minuten von Zügen der Linie S1 bedient. Die Züge wenden dabei an den Bahnsteigen in die Gegenrichtung.
| Linie | Verlauf |
| ----- | --- |
| S 1   | Wedel – Rissen – Sülldorf – Iserbrook – Blankenese – Hochkamp – Klein Flottbek – Othmarschen – Bahrenfeld – Ottensen – Altona – Königstraße – Reeperbahn – Landungsbrücken – Stadthausbrücke – Jungfernstieg – Hauptbahnhof – Berliner Tor – Landwehr – Hasselbrook – Wandsbeker Chaussee – Friedrichsberg – Barmbek – Alte Wöhr (Stadtpark) – Rübenkamp – Ohlsdorf \ Streckenast Poppenbüttel – Kornweg (Klein Borstel) – Hoheneichen – Wellingsbüttel – Poppenbüttel / Streckenast Flughafen – Hamburg Airport (Flughafen) |